# Уильямс, Грейс Мэри
Грейс Мэри Уильямс (англ. Grace Mary Williams, валл. Grace Mary Williams; 19 февраля 1906, Барри, Соединённое королевство Великобритании и Ирландии — 10 февраля 1977, Барри, Великобритания) — британский валлийский композитор, первая женщина-автор классической музыки из Уэльса.

## Биография
Родилась в Барри 19 февраля 1906 года в семье учителей-меломанов. Рано обучилась игре на фортепьяно и скрипке. Играла на фортепиано в трио с отцом и братом, аккомпанируя хору под руководством отца. В окружной школе обучалась композиции у преподавателя музыки Райды Джонс. В 1923 году получила стипендию Морфидда Оуэна в Кардиффском университете. Училась в университетском колледже Южного Уэльса и Монмутшира, где преподавателем Уильямс был  профессор Дэвид Эванс. В 1926 году поступила в Королевский музыкальный колледж в Лондоне, где обучалась у Гордона Якоба и Ральфа Вогана Уильямса. Другими известными преподавателями композитора были Элизабет Макончи, Дороти Гоу и Имоджен Холст.В 1930 году была награждена стипендией на обучение заграницей и выбрала обучение у с Эгона Веллеса в Вене, где находилась до 1931 года. В Вене композитор ходила на спектакли в оперу «почти каждую ночь».
Грейс Уильямс умерла в возрасте 70 лет в феврале 1977 года.

## Карьера

### Преподавание и Вторая мировая война
С 1932 года преподавала в Лондоне, в школе для девочек Камдена и педагогическом колледже Саутлендз. Во время Второй мировой войны, вместе с учениками, была эвакуирована в Грэнтхем, в графстве Линкольншир, где написала некоторые из своих ранних работ, в том числе «Синфонию-Кончентрате» для фортепиано с оркестром и «Первую симфонию». В это время ею была создана одна из её самых популярных работ «Фантазия на тему валлийских детских мелодий» (1940). «Морские эскизы» для струнного оркестра, написанные в 1944 году, являются первой работой, в которой проявился её зрелый стиль. Эта музыка наглядно напоминает море, во всем его разнообразии настроений. В 1945 году она вернулась в свой родной город и прожила в нём всю оставшуюся жизнь, посвятив себя музыкальному творчеству.
В 1949 году она стала первой британкой, снявшейся в художественном фильме "С синим шрамом".
В 1960-61 годах она написала свою единственную оперу "Гостиная", которая не исполнялась до 1966 года. На новогодних чествованиях 1967 года она отклонила предложение OBE за её заслуги перед музыкой.

### Работы
В 1955 году Уильямс написала для Национального молодёжного оркестра Уэльса одно из известных своих произведений — «Пениллион». Она повторила некоторые из тех же идей в своём «Трубном концерте» 1963 года. Несмотря на сильную традицию хоровой музыки в Уэльсе, Уильямс писала в основном инструментальные произведения. «Баллады для оркестра» 1968 года, написанные композитором для Национального эйстетвода, состоявшегося в том году в её родном городе, пронизан средневековым звучанием.
Среди вокальных сочинений Уильям — гимн «Аве Марис Стелла» для сопрано, альта, тенора и баса (1973) и шесть песен на стихи Джерарда Манли Хопкинса для контральто и струнного секстета (1958). Цикл заканчивается двумя песнями на известные стихи Хопкинса «Пятнистая красота» и «Пустельга», в которых её музыка прекрасно сочетается с ритмической тонкостью текстов. У Уильямс есть песня на валлийском языке на рождественское стихотворение Сондерса Льюиса «Росин Дув» для сопрано, альта, тенора и баса в сопровождении фортепиано и альта (1955), которую она позже включила в свою большую хоровую работу, «Мисса Кембренсис» (1971).
Последними завершёнными работами композитора стали, написанные ею в 1975 году, вокальные сочинения на стихи Киплинга и Беддоса для сопрано, альта, тенора и баса в сопровождении арфы и двух рогов. Её последние композиции, фактически, цитировали вторую симфонию, написанную Уильямс в 1956 году, и существенно пересмотренную ею в 1975 году.
Во время и после войны Уильямс страдала от депрессии и других связанных со стрессом проблем со здоровьем. В 1949 году она стала первой британской женщиной, которая получила премию «Синий утёс» за документальное кино. В 1960—1961 годах она написала свою единственную оперу «Кабинет», которая была поставлена только в 1966 году. В 1967 году композитор отказалась от чести быть офицером Ордена Британской империи. Би-би-си Радио 3 посвятила ей ряд передач в программе «Композитор недели» в августе 2006 года, в год столетия со дня её рождения.

### Записи
Записано лишь несколько произведений Уильямс. Симфония № 1 (1943) была исполнена Национальным оркестром Уэльса Би-би-си под управлением Оуэна Арвела Хьюза в эфире 3 марта 2008 года. Её вторая симфония, Penillion, Морские зарисовки и Фантазия на валлийские детские мелодии были включены в два сборника Lyrita и несколько хоровых произведений, в том числе Ave Maris Stella, были записаны для a Chandos Records Коллекция. Баллады для оркестра (1969) был записан симфоническим оркестром Би-би-си под руководством Бальдура Бренниманна и был включен в 15-й том 3-го выпуска Музыкального журнала BBC. Альбом камерной музыки Уильямса в исполнении скрипачки Мадлен Митчелл и Лондонского камерного ансамбля был выпущен в 2019 году. В январе 2024 года Филармонический оркестр Би-би-си под управлением дирижёра Джона Эндрюса сделал первые студийные записи Legend of Rhiannon (1939), Баллады для оркестра и Castel Caenarfon (1969), выйдет позже в 2024 году на Resonus Classics.

## Основные работы
- Два псалма для контральто, арфы и струнных (1927)
- Квинтет фантазий для фортепиано и струнного квартета (1928 ; 2-я премия на конкурсе Коббетта 1928[13])
- Хен Валия, Увертюра для оркестра (1930)
- Соната для скрипки и фортепиано (1930; перераб. 1938)
- Секстет для гобоя, трубы, скрипки, альта, виолончели и фортепиано (ок. 1931)
- Сонатина для флейты и фортепиано (1931)
- Сюита для оркестра (1932)
- Увертюра к концерту (ок. 1932)[14]
- Движение для трубы и камерного оркестра (1932)
- Сюита для девяти инструментов (флейты, кларнета, трубы, фортепиано, двух скрипок, альта, виолончели и контрабаса) (ок. 1934)
- Тесей и Ариадна, балет (1935)[15]
- Элегия для струнного оркестра (1936 ; ред. 1940)
- Четыре иллюстрации к "Легенде о Рианнон", для оркестра (1939)
- Фантазия на валлийские детские мелодии, для оркестра (1940)
- Концертная симфония для фортепиано с оркестром (1941)
- Симфония № 1 в форме симфонических впечатлений от сцены в Глендауэре в "Генрихе IV, часть 1" (1943)[16]
- Морские зарисовки для струнного оркестра (1944)
- Концерт для фортепиано с оркестром (незаконченный; только одна часть) (1949)[17]
- Темный остров, Сюита для струнного оркестра (1949)
- Концерт для скрипки (1950)
- Вариации на шведскую мелодию "Сапожник" для фортепиано с оркестром (1950)
- Танцоры, Хоровая сюита (1951)
- Хираэт для арфы (1951)
- Три ноктюрна для двух фортепиано (1953)
- Семь сцен для юных слушателей, для оркестра (1954)
- Пениллион, для оркестра (1955)
- Симфония № 2 (1956 ; откр. 1975)
- Все времена года будут сладкими (1959)
- Гостиная, опера (по Ги де Мопассану) (1961)
- Процессия для оркестра (1962 ; откр. 1968)
- Концерт для трубы (1963)
- Карильоны для гобоя с оркестром (1965 ; перераб. 1973)
- Вариации моста Северн (коллективная работа) : Вариация V (1966)
- Баллады для оркестра (1968)
- Кастелл Кернарфон, для оркестра (1969)
- Камбренсис (1971)
- Аве Марис Стелла, для хора SATB a cappella (1973)
- Прекраснейшая из звезд, для сопрано с оркестром (1973)

## Аудиозаписи
- Grace Williams. «Fantasia on Welsh Nursery Tunes» — Грейс Уильямс. «Фантазия на тему валлийских детских мелодий» (1940) в исполнении Национального молодёжного оркестра Уэльса под руководством Артура Дэвисона в 1969 году.
- Grace Williams. «Violin Concerto» — Грейс Уильямс. «Концерт для скрипки» (1950); партию скрипки исполняет Мэттью Траслер.